# Clive Mantle

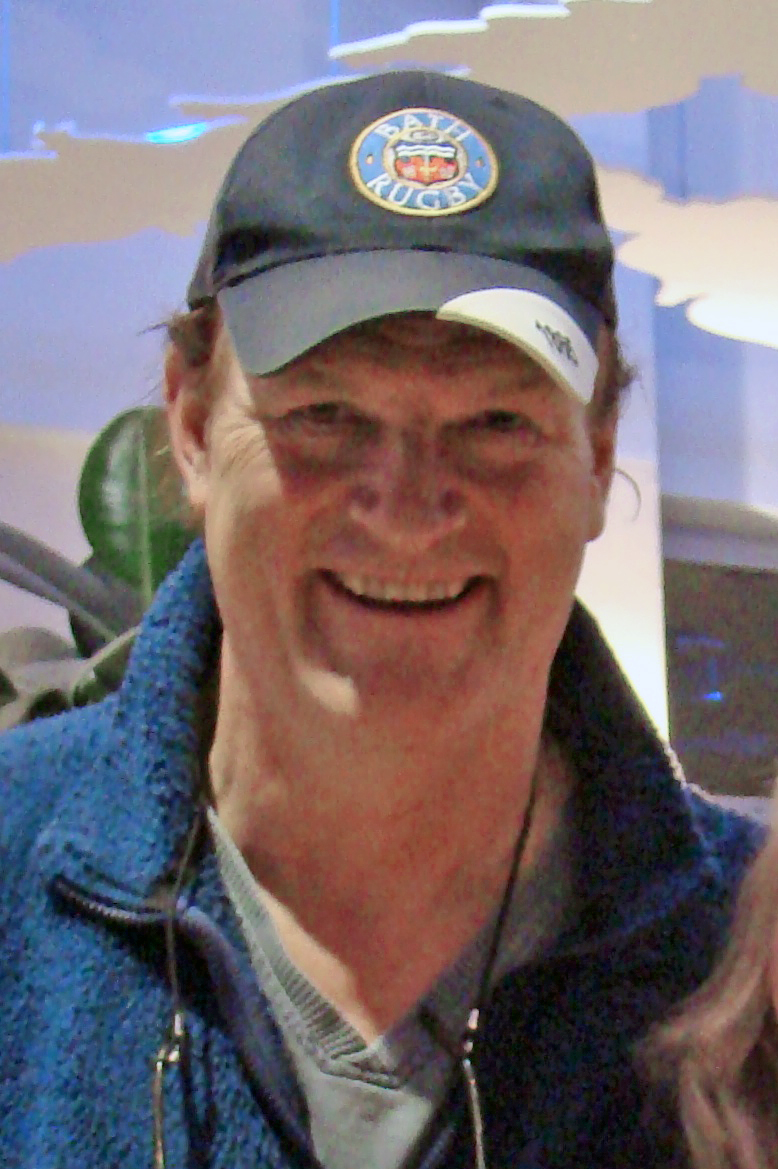
Clive Mantle (2010)

Clive Mantle (* 3. Juni 1957 in Barnet, Hertfordshire) ist ein britischer Schauspieler.

## Leben
Mantle machte eine Schauspielausbildung an der Royal Academy of Dramatic Art. Größere Bekanntheit im deutschsprachigen Raum erlangte er durch eine seiner ersten Fernsehrollen, als Little John in der britischen Fernsehserie Robin Hood. Eine weitere wiederkehrende Rolle hatte er zwischen 1988 und 1998 als Mike Barrett in der Serie Casualty. Sein Filmdebüt hatte er eigentlich 1987 in Superman IV – Die Welt am Abgrund, sein Auftritt wurde jedoch herausgeschnitten und war erst 2006 als Bonusmaterial auf der DVD zu sehen. Zu seinen weiteren Spielfilmrollen gehören unter anderem Clint Eastwoods Weißer Jäger, schwarzes Herz und Alien 3. Er arbeitete auch als Sprecher in der Hörspielproduktion von Doctor Who.
In der Fantasyserie Game of Thrones spielte er 2011 Jon Umber, einen Vasallen der Familie Stark, der erstmals in der achten Folge der ersten Staffel auftritt.

## Filmografie (Auswahl)
- 1982: Der Aufpasser (Minder; Fernsehserie, 1 Episode)
- 1984–1986: Robin Hood (Robin of Sherwood, Fernsehserie, 24 Episoden)
- 1986: Dempsey & Makepeace (Fernsehserie, 1 Episode)
- 1987: Superman IV – Die Welt am Abgrund (Superman IV – The Quest for Peace)
- 1988–2016: Casualty (Fernsehserie, 81 Episoden)
- 1990: Weißer Jäger, schwarzes Herz (White Hunter Black Heart)
- 1992: Alien 3
- 2002: Heartbeat (Fernsehserie, 1 Episode)
- 2003: Dr. Slippery (Fortysomething)
- 2003: Du stirbst nur zweimal (Second Nature)
- 2005: Der Poseidon-Anschlag (The Poseidon Adventure)
- 2006: Mein Freund auf vier Pfoten (After Thomas)
- 2009: Blut, Schweiß und Tränen (Into the Storm)
- 2011: Game of Thrones (Fernsehserie, 3 Episoden)
- 2012: Sherlock: Die Hunde von Baskerville (The Hounds of Baskerville, Fernsehfilm)
- 2013: Shameless (Fernsehserie, 2 Episoden)
- 2014: Birds of a Feather (Fernsehserie, 1 Episode)
- 2015: Mount Pleasant (Fernsehserie, 8 Episoden)
- 2015: Jeckyll & Hyde (Fernsehserie, 1 Episode)
- 2015: Jonathan Strange & Mr Norrell (Fernsehserie, 2 Episoden)
- 2018: Damned (Fernsehserie, 4 Episoden)
- 2018: The More You Ignore Me
- 2018: Still Open All Hours (Fernsehserie, 2 Episoden)